# بنگالی کیتا
بنگالی کیتا (انگلیسی: Bengali Keïta؛ زادهٔ ۱ مهٔ ۱۹۹۳) بازیکن فوتبال اهل گینه است.
وی همچنین در تیم ملی فوتبال گینه بازی کرده است.